# Audre umbrata
Audre umbrata är en fjärilsart som beskrevs av Eugenio Giacomelli 1928. Audre umbrata ingår i släktet Audre och familjen Riodinidae. Inga underarter finns listade i Catalogue of Life.